# Ines Ivanišević-Šilović
Ines Ivanišević-Šilović (Porto Alegre, 23. travnja 1915. – Zagreb, 20. rujna 2003.), hrvatska balerina, baletna kostimografica, baletna kritičarka, kazališna djelatnica.

## Životopis
Rođena je u Brazilu. U Francuskoj je na Sorbonnei studirala povijest umjetnosti. Diplomirala je u Zagrebu. Baletna znanja stekla je u Zagrebu i Parizu. U Zagrebu ju je poučavala M. Froman. Plesala je 1930-ih dvije godine u Baletu zagrebačkoga HNK. Osnovala je Ansambl narodnih plesova i pjesama Hrvatske LADO čija je bila prva ravnateljica. Osnovala je i Školu za ritmiku i ples. U srednjoj baletnoj školi u Zagrebu dvadeset godina je bila ravnateljicom. Bila je tajnica ZKM.
Umrla je 20. rujna 2003. i pokopana na Mirogoju.

## Obitelj
Mati joj je bila Irena Šilović r. Gavella, ujak dr. Branko Gavella, otac liječnik dr. Srećko Šilović (veleposlanik i član Lože "Maksimilijan Vrhovac"), a djed rektor i ban Josip Šilović. Sestra joj je bila balerina Nana Šilović, supruga Otokara Keršovanija, koju je Staljin dao likvidirati. Suprug joj je bio hrvatski pjesnik i slikar Drago Ivanišević, a kći joj je kostimografica i scenografica Latica Ivanišević. Rođak joj je bio teatrolog Nikola Batušić.